# Bärenhaut

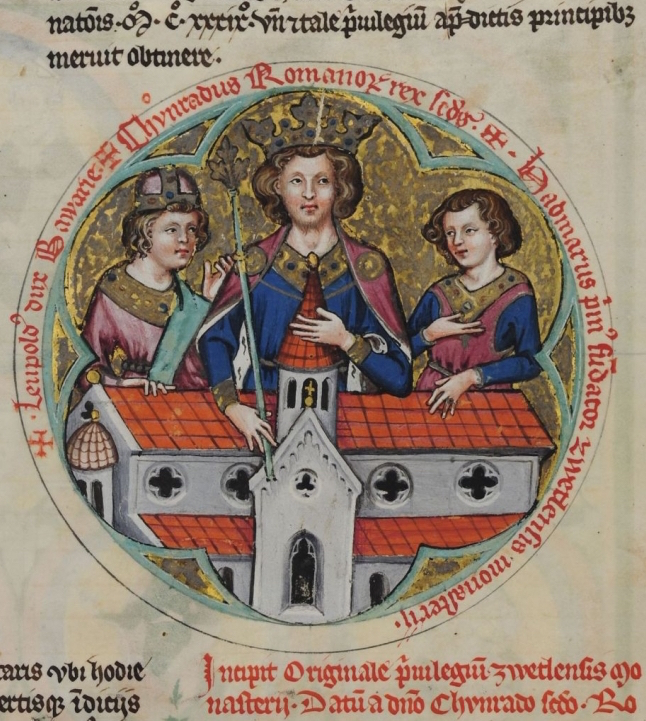
Ausschnitt aus fol. 8v der Bärenhaut: König Konrad III., Herzog Leopold von Bayern, Hadmar I. von Kuenring

Das Stifterbuch des Klosters Zwettl, genannt Bärenhaut, lateinisch Liber fundatorum zwetlensis monasterii, ist eine Handschrift, die zu Beginn des 14. Jahrhunderts im Kloster Zwettl entstand. Neben diversen literarischen und historischen Texten in lateinischer und mittelhochdeutscher Sprache enthält sie hauptsächlich Abschriften von Urkunden, die das Kloster Zwettl betreffen, sowie ein Urbar des Klosters. Sie ist eine der wichtigsten Quellen für die Geschichte Niederösterreichs im 13. und 14. Jahrhundert. Die Handschrift wird im Stift Zwettl aufbewahrt (Signatur: Hs. 2/1).

## Name
Der Prolog auf fol. 6r nennt den Namen des Buches als liber fundatorum et benefactorum Zwetlensis monasterii, das Buch der Stifter und Wohltäter des Klosters Zwettl. Die populäre Bezeichnung „Bärenhaut“ rührt vom Einband aus Schweinsleder her – es handelt sich also um einen „Saubären“ (Eber). Sie findet sich erstmals in Aufzeichnungen des Zwettler Abts Bernhard Linck aus dem 17. Jahrhundert. Bereits früher (1586) wurde dieser Name in Zwettl für andere Handschriften verwendet.
In seiner Textausgabe von 1851 verwendet Johann von Frast den Titel liber fundationum Zwetlensis monasterii bzw. Stiftungen-Buch des Klosters.

## Entstehung
Eine Notiz auf fol. 74r nach zwei Urkunden des Passauer Bischofs Wernhard vom 23. Dezember 1304 informiert über den unmittelbaren Anlass der Sammlung: Diese beiden Urkunden waren verloren gegangen, und die Zwettler Brüder wandten sich an Bischof Wernhard mit der Bitte um Neuausstellung. Dieser kam der Bitte nach, regte aber gleichzeitig an, von allen Zwettler Besitztümer betreffenden Urkunden eine Abschrift herzustellen und diese sorgfältig aufzubewahren. Der Hauptteil (Teil II) der „Bärenhaut“ wurde in den Jahren 1310/11 geschrieben; bereits am 8. Juni 1311 nimmt Abt Johann von Heiligenkreuz, der in seiner Funktion als Abt des Mutterklosters das Kloster Zwettl visitierte, in einer Urkunde darauf Bezug.

## Beschreibung

### Einband

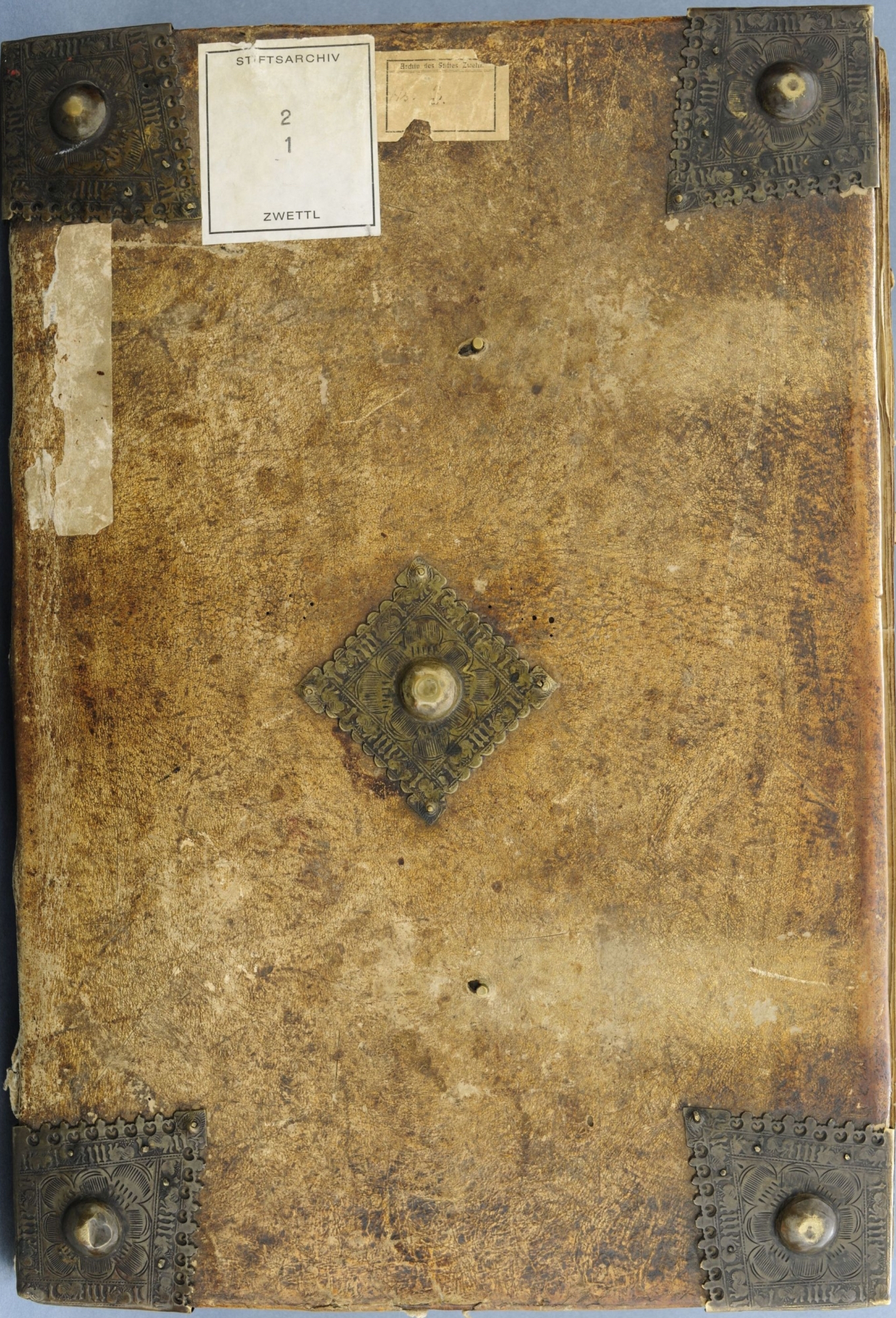
Der namensgebende Einband der Bärenhaut

Der ursprüngliche gotische Einband, bestehend aus mit Schweinsleder überzogenen Eichenholzdeckeln, ist erhalten. Auf dem Vorder- und Hinterdeckel befinden sich jeweils fünf ziselierte und getriebene Messingbeschläge (vier Eck- und ein Mittelbeschlag). Diese wurden wahrscheinlich gegen Ende des 15. Jahrhunderts gefertigt.

### Beschreibstoff und Schrift
Die großformatige Handschrift (480/85 × 330/335 mm) besteht aus 196 Pergamentblättern. Der größte Teil wurde von einem Schreiber („Hauptschreiber“) in Gotischer Buchschrift (Textualis) in zwei Spalten bei schwankender Zeilenzahl (meist 44 oder 45) geschrieben.

## Inhalt

### Teil I
Der erste Teil (fol. 1–5) ist eine deutsche Reimchronik über das Geschlecht der Kuenringer und die Gründung und Geschichte des Klosters Zwettl. Trotz mehrfacher Hinweise auf den zweiten Teil gibt es Indizien, dass die ersten fünf Blätter nicht zum ursprünglichen Bestand der Handschrift gehören. Rössl nimmt an, dass es sich dabei um ein Konzept handelt, zu dessen endgültiger Ausarbeitung es nie kam. In Ermangelung einer Reinschrift wurden die Blätter zu einem späteren Zeitpunkt vor den Hauptteil gebunden.

### Teil II
Der Hauptteil umfasst 130 Blätter (fol. 6–135). Der Großteil davon sind Abschriften von Urkunden. Von zahlreichen Urkunden befinden sich die Originale noch heute im Stiftsarchiv Zwettl. Die älteste Urkunde ist die Bestätigung der Stiftung Hadmars an das Kloster Zwettl durch König Konrad III. vom Oktober 1139, die jüngste stammt vom 15. Juni 1311. Die Anordnung ist im Wesentlichen chronologisch, es gibt jedoch auch Abweichungen. Die Urkunden sind teils in lateinischer und teils in mittelhochdeutscher Sprache abgefasst, von wichtigen lateinischen Urkunden wird auch eine mittelhochdeutsche Übersetzung angeführt.
Dazwischen eingestreut sind verschiedene literarische und historische Schriften, oft mit moralisierender Tendenz, bei der allerdings auch die wirtschaftlichen Interessen des Klosters eine Rolle spielen: So wird von einem bitteren Streit mit dem Zisterzienserkloster Aldersbach um verschiedene Besitzungen, vor allem um die Pfarrkirche Thaya berichtet, der letztlich für Zwettl ungünstig ausgegangen ist.
Bedeutende Einschübe sind unter anderem:
- Fol. 6r: Prolog mit der Filiation des Klosters Zwettl. Er endet mit dem Datum der Gründung: Anno M°C°XXXV°III° II Id. Ianuarii, videlicet temporibus beati Bernhardi, fundata est zwetlensis abbatia (Im Jahr 1138 am 12. Januar, also zu Zeiten des seligen Bernhard wurde das Kloster Zwettl gegründet).
- Fol. 6r–7r: Ein lateinisches Gedicht in leoninischen Hexametern, dessen Inhalt weitgehend dem mittelhochdeutschen Gedicht in Teil I entspricht.
- Fol. 7r–7v: Eine lateinische Prosa-Paraphrase des vorherstehenden Gedichts.
- Fol 25v–26r: Bericht über den Aufbruch Hadmar II. zum Kreuzzug, sein Abschied vom Kloster Zwettl, die Übergabe der Fürsorge für Zwettl an seine Söhne Heinrich I. und Hadmar III., sein Tod in Übersee, die Rückführung der Gebeine und die Bestattung im Kloster Zwettl.
- Fol. 33 u. a.: Verschiedene Berichte über die Untaten Heinrich I. und Hadmar III., der „Hunde von Kuenring“. Stets wird der Gegensatz zwischen Hadmar II., der dem Kloster wohlgesinnt war, und seinen „missratenen“ Söhnen betont.

### Teil III
Der dritte Teil wurde 1311–14 geschrieben und umfasst 30 Blätter (fol. 136–165). Auf fol. 136 und 137 befindet sich ein alphabetisch geordnetes topographisches Verzeichnis (tabula prediorum zwetlensis monasterii), der Rest enthält ein Urbar (capitulum de redditibus zwetlensis monasterii), das im Wesentlichen auf dem von Abt Ebro um 1280 erstellten Urbar beruht.

### Teil IV
Der vierte Teil umfasst 30 Blätter (fol. 166–195) und ist eine Fortsetzung des Hauptteils. Er beginnt mit der Aufforderung: qui hunc librum in descripcionibus privilegiorum vel prediorum zwetlensis monasterii augere desiderat ab anno domini M°CCC°XI° incipiat et per ordinem sic procedat (Wer dieses Buch der Privilegien und Güter des Klosters Zwettl fortsetzen möchte, möge im Jahr 1311 beginnen und der Reihe nach fortfahren). Die Urkunden des vierten Teils stammen hauptsächlich aus den Jahren 1311–13, etliche Nachträge stammen aus den Jahren bis 1331.

## Buchschmuck
Die Teile I, III und IV sind einfach ausgestattet: Als Zierelemente finden sich lediglich Lombarden (Schmuck- und Gliederungsbuchstaben) in roter Farbe. Die geplante prunkvolle Ausstattung des Hauptteils blieb unvollendet: Eine einzige ganzseitige Miniatur, der Kuenringer-Stammbaum auf fol. 8r, ist in Deckfarben und Gold ausgemalt, von den zahlreichen weiteren Miniaturen wurden nur die grauen Federvorzeichnungen ausgeführt. Einzelne dieser Federzeichnungen (fol. 6r, 8v, 10r, 31r) wurden erst später koloriert, möglicherweise erst im 19. Jahrhundert. Die Zeichnungen zeigen Porträts in Form von Medaillons und historisierten Initialen, Stammbäume sowie eine Darstellung der Gründungssage von Stift Zwettl.

### Kuenringer-Stammbaum

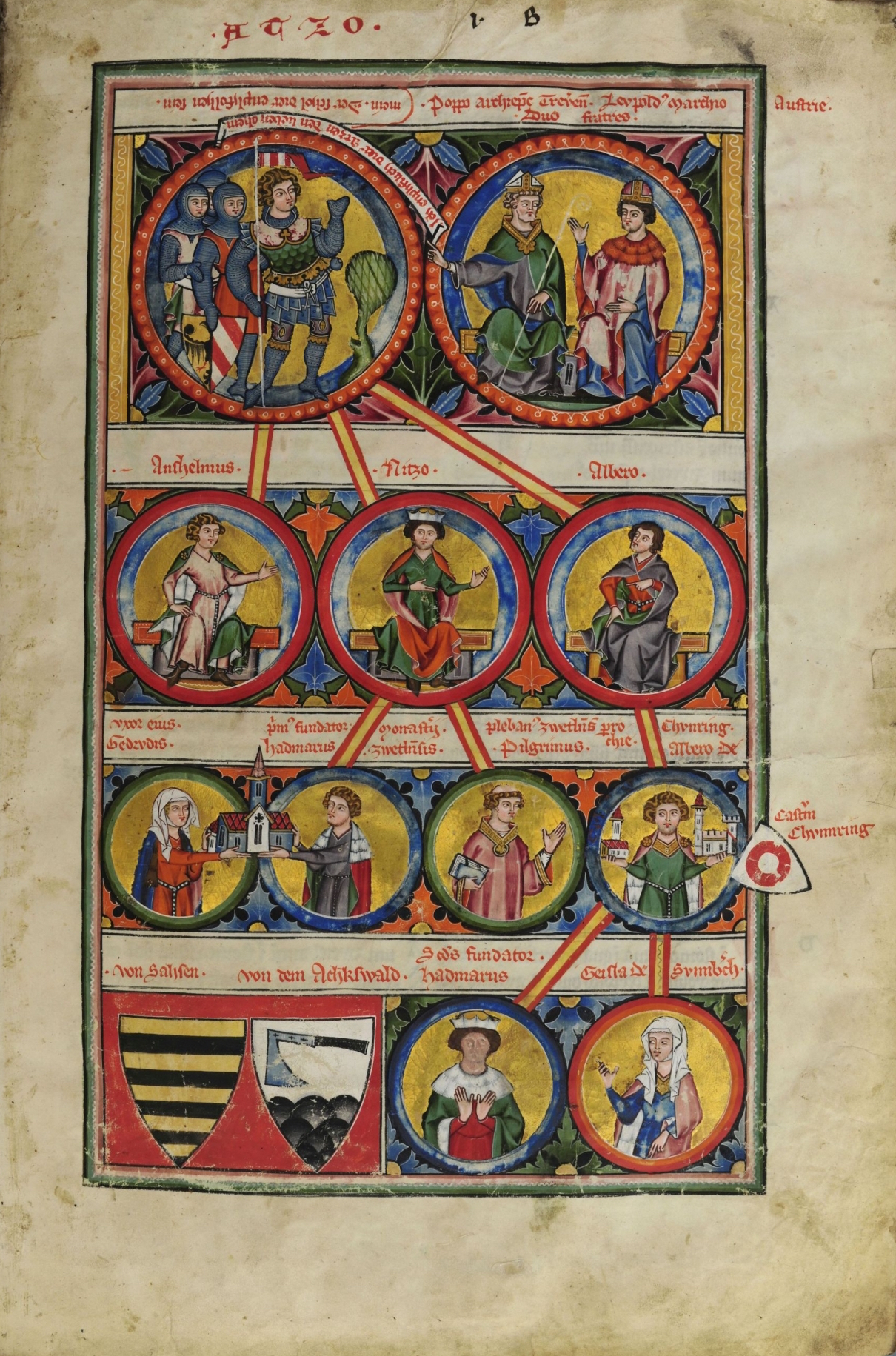
Kuenringer-Stammbaum auf fol. 8r

Der prächtige Kuenringer-Stammbaum ist die bekannteste Miniatur der „Bärenhaut“. In vier horizontalen Streifen befinden sich 11 Medaillons auf Goldgrund mit roten und blauen Rahmen.
- Im obersten Streifen befinden sich zwei große Rundmedaillons. Das linke zeigt Azzo, den Stammvater der Kuenringer, gemeinsam mit drei Knappen. Das rechte zeigt die beiden Babenberger Erzbischof Poppo von Trier und Markgraf Leopold von Österreich (gemeint ist vermutlich Leopold II.), fälschlicherweise als Brüder bezeichnet: Poppo archepiscopus Treverensis. Leopoldus marchio Austrie. Duo fratres. Poppo weist auf ein Spruchband, das kopfüber die Inschrift enthält: Ich enphfilich dier Atzen den lieben Oheim mein. Der schol dier enphfolhen sein.
- Der zweite Streifen enthält drei Medaillons mit Porträts der drei Söhne Azzos, Anshalm, Nizzo und Albero.
- In den vier Medaillons im dritten Streifen befinden sich links Hadmar I., der Sohn Nizzos, und seine Gattin Gertrud. Gemeinsam halten sie ein Modell der Klosterkirche Zwettl. Hadmar wird als frommer Stifter bezeichnet: pius fundator monasterii zwetlensis. Die beiden rechten Medaillons zeigen einen weiteren Sohn Nizzos, den Zwettler Pfarrer Pilgrim, und Alberos Sohn Albero III.
- Der vierte Streifen enthält links zwei Wappenschilde: Das erste ist von Schwarz und Gold geteilt und von Sahsen beschriftet, das rechte von dem Achkswald, freischwebende Axt über Dreibergen. Rechts befinden sich zwei Medaillons mit Porträts der Kinder Albero III., Hadmar II. und Gisela von Sonnberg.

### Weitere Stammbäume

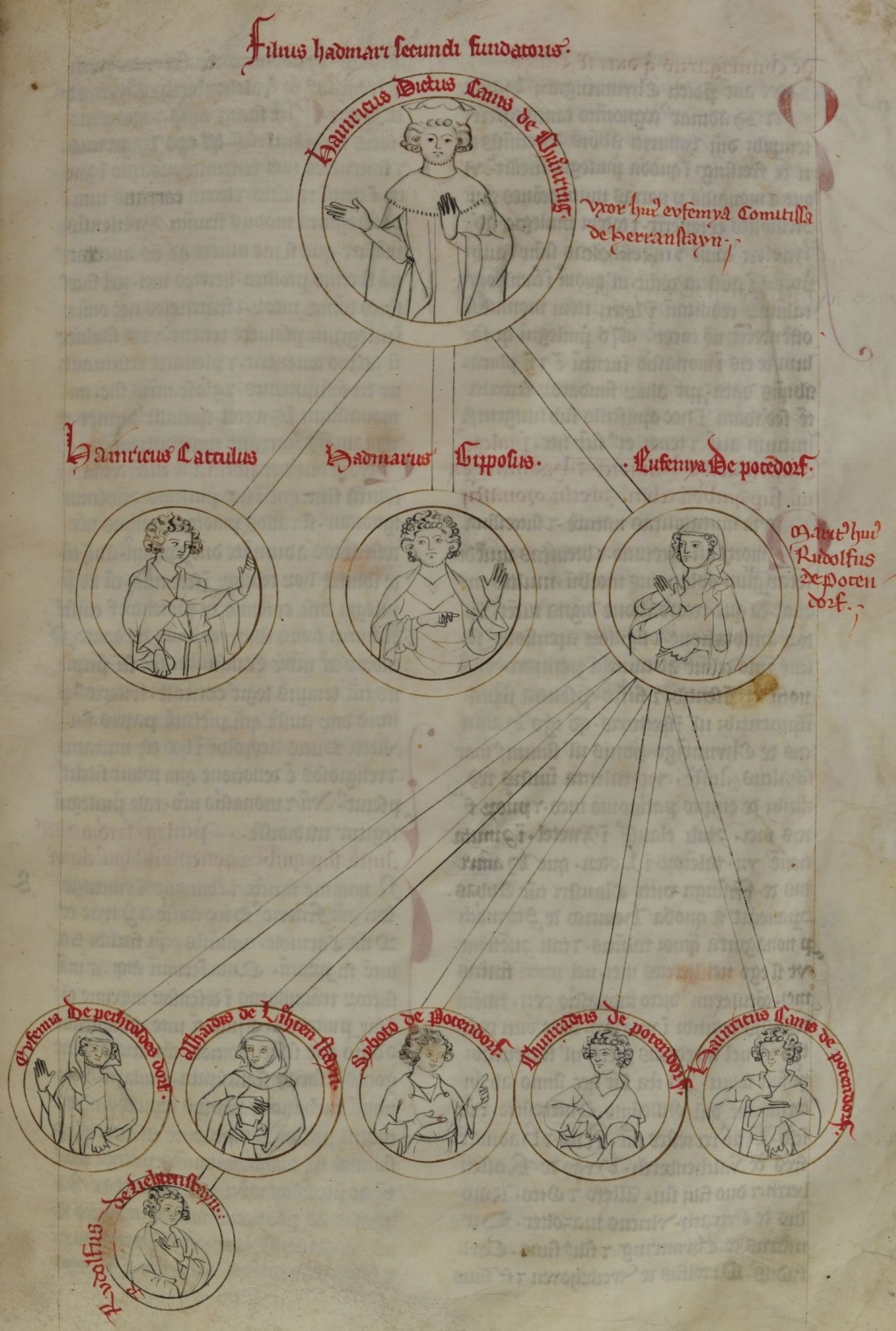
Kuenringer-Stammbaum auf fol. 27r

- Fol 17v: Stammbaum der Herren von Sonnberg (7 Medaillons, Fortsetzung von fol. 8r): Gisela, Tochter Albero III. von Kuenring mit ihrem Gatten Leutwin von Sonnberg und ihren Nachfahren.
- Fol 18r: Kuenringer-Stammbaum (ganzseitig, 5 Medaillons, 2 Wappenschilde, Fortsetzung von fol. 8r): Darstellung von Hadmar II. und seiner Gattin Eufemia von Mistelbach, die ein Modell der Zwettler Klosterkirche halten. Über ihnen schweben Christus und Maria, unter ihnen ihre Kinder Hadmar III. und Heinrich I. (jeweils als canis, „Hund“ bezeichnet) sowie Gisela von Falkenberg.
- Fol 26v: Kuenringer-Stammbaum (4 Medaillons, Fortsetzung von fol. 18r): Hadmar III. canis und seine Kinder Gisela von Budweis, Heinrich II. von Weitra und Albero V. von Dürnstein
- Fol 27r: Kuenringer-Stammbaum (ganzseitig, 10 Medaillons, Fortsetzung von fol. 18r): Heinrich I. canis und seine Nachfahren: Hadmar IV. gypposus (der Bucklige), Heinrich III. catulus (junger Hund) und Eufemia von Pottendorf mit ihren Kindern
- Fol. 37v: Pottendorfer-Stammbaum (11 Medaillons, Fortsetzung von fol. 27r): die Brüder Heinrich, Siboto und Konrad von Pottendorf mit ihren Kindern.
- Fol. 44r: Falkenberger-Stammbaum (fast ganzseitig, 15 Medaillons, Fortsetzung von fol. 18r): Gisela von Falkenberg mit ihrem Gatten Ulrich, ihren Kindern Rapoto von Falkenberg, Albero von Buchberg und Hadmar von Mistelbach sowie deren Kindern.
- Fol. 47v: Buchberger-Stammbaum (fast ganzseitig, 11 Medaillons und ein Wappenschild, Fortsetzung von fol. 44r): Die Söhne Alberos, Konrad und Irnfried von Buchberg mit ihren Kindern.
- Fol. 51r: Falkenberger-Stammbaum (Fortsetzung von fol. 44r, 8 Medaillons): Hadmar II., Rapoto V. und ihre Schwester Margarete mit ihren Nachkommen
- Fol. 55r: Habsburger-Stammbaum (6 Medaillons und zwei Wappenschilde): Rudolf I., sein Sohn Albrecht I. mit seiner Gattin Elisabeth und drei nicht bezeichneten Söhnen und einer Tochter.
- Fol. 62r: Kuenring-Dürnsteiner-Stammbaum (Fortsetzung von fol. 26r, 6 Medaillons und Zeichnungen der Burg Dürnstein und der Pfarrkirche Zistersdorf): Albero V. von Kuenring-Dürnstein mit seiner Gattin Gertrude und ihren Kindern.
- Fol. 64v: Kuenring-Dürnsteiner-Stammbaum (Fortsetzung von fol. 62r, 6 Medaillons und eine Zeichnungen der Klosterkirche Zwettl): Leutold I. von Kuenring-Dürnstein (Sohn Albero V.) mit seiner Gattin Agnes von Asberg und ihren Kindern.
- Fol. 69r: Kuenringer-Stammbaum (Fortsetzung von fol. 26v, ganzseitig, 23 Medaillons und eine Zeichnung der Burg Weitra): Heinrich II. von Kuenring-Weitra mit seiner Gattin Kunigunde, 5 Kindern, Enkeln, Ur- und Ururenkeln.
- Fol. 70r: Kuenringer-Stammbaum (Fortsetzung von fol. 69r, ganzseitig, 5 Medaillons): Ein großes Medaillon mit Albero VII. von Kuenring-Weitra und seiner Gattin Agnes von Kapellen, die ein Modell der Kirche von Windigsteig halten. Die vier für ihre Kinder vorgesehenen Medaillons sind leer.

### Zwettler Gründungssage

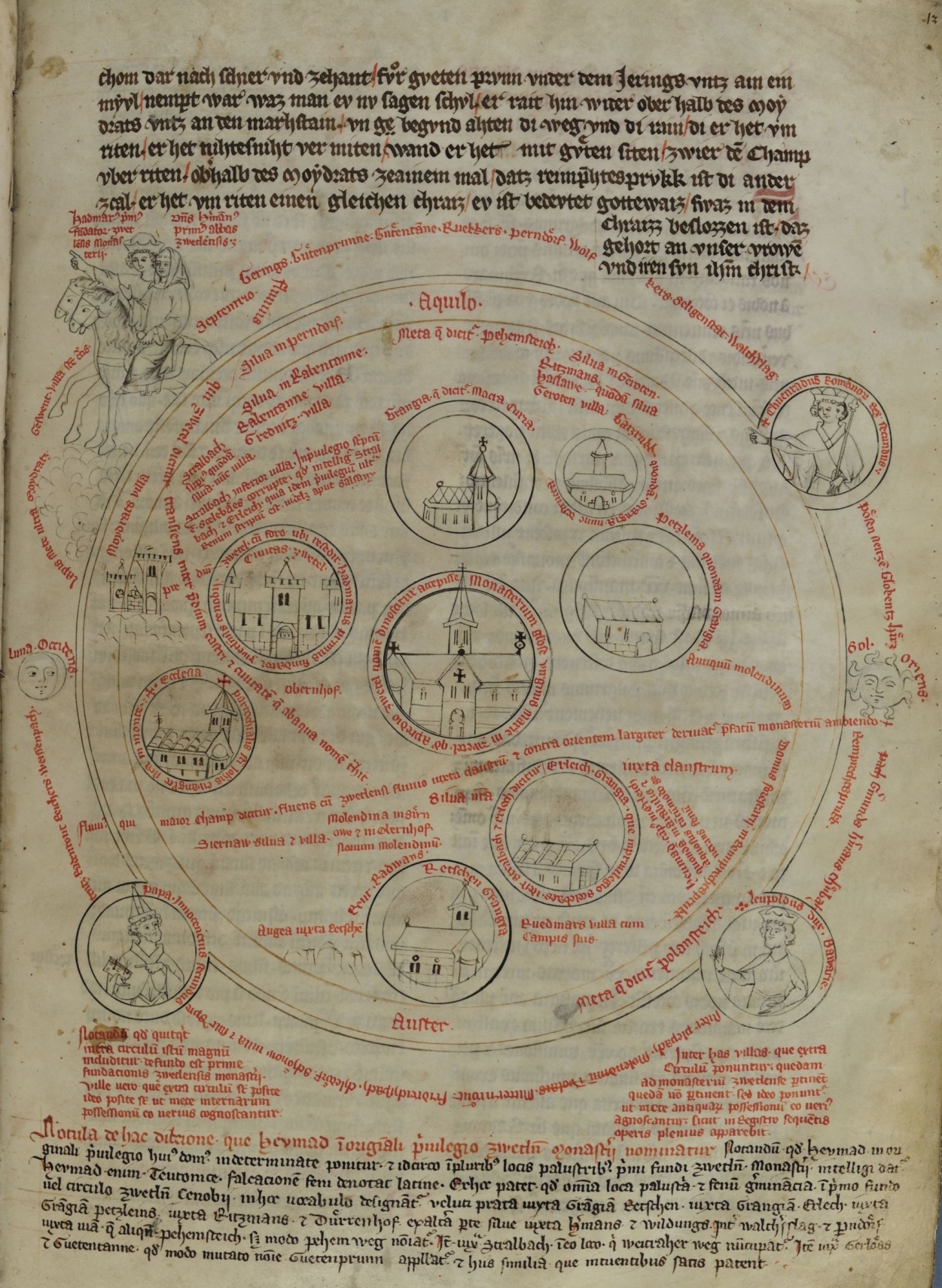
F. 12r der Bärenhaut: Die Zwettler Gründungssage

Die Zeichnung auf fol. 12r illustriert die Gründungssage des Klosters Zwettl: Links oben reiten Hadmar I. von Kuenring und Hermann, der erste Abt von Zwettl, um das Gebiet, das hinfort dem Kloster gehören soll. Dieser Rundritt wird durch einen großen Kreis dargestellt; innerhalb des Kreises befinden sich acht Medaillons mit Besitztümern von Zwettl: Rund um die Klosterkirche Zwettl sind die Grangien Dürnhof, Gaisruck, Pötzles, Edelhof und Ratschenhof angeordnet, sowie die Stadt Zwettl und die Pfarrkirche St. Johannes in Zwettl. An der Außenseite des Kreises befinden sich drei Medaillons mit Papst Innozenz II., König Konrad III. und Herzog Leopold von Bayern. Auf der gegenüberliegenden Seite (fol. 11v) weist eine Hand in einem Halbkreis auf Hadmar und Hermann.

### Porträt-Medaillons und historisierte Initialen

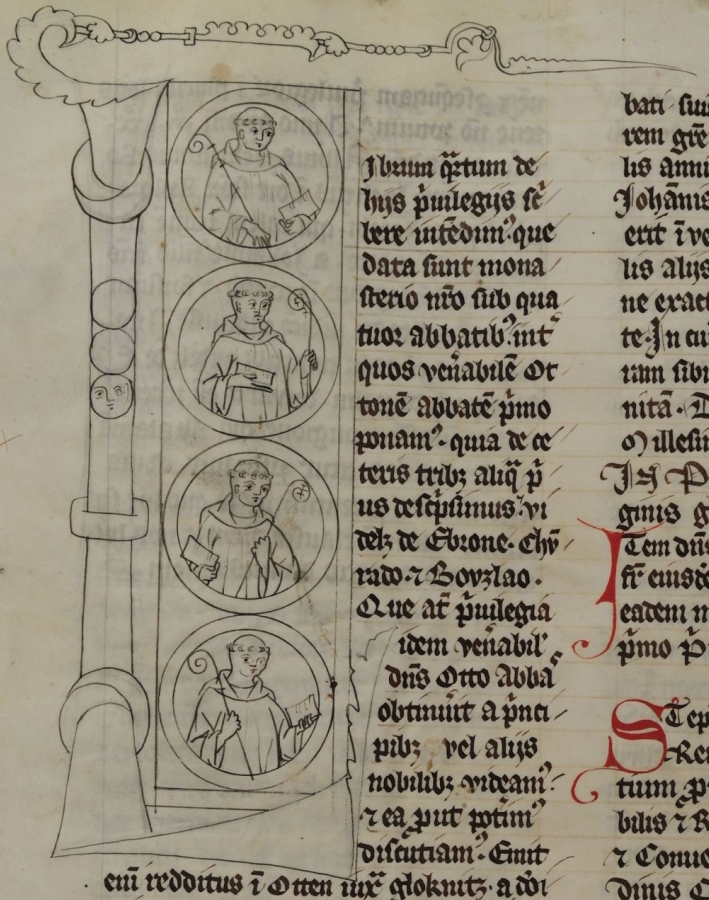
Vier Äbte von Zwettl. Historisierte L-Initiale auf fol. 73v

- Fol. 8v: König Konrad III., Herzog Leopold von Bayern, Hadmar I. von Kuenring
- Fol. 10r: Achtzeilige I-Initiale mit Papst Innozenz II.
- Fol. 14r: Herzog  Heinrich Jasomirgott (Hainricus dux Austrie)
- Fol. 19r: Herzog Leopold V. von Österreich (Leopoldus dux Austrie secundus)
- Fol. 22v: Dreizehnzeilige I-Initiale mit Papst Innozenz III.
- Fol. 28r: Herzog Friedrich II. von Österreich (Primus Fridericus Dux Austrie)
- Fol. 28v: Sophia von Ernstbrunn (Domina Sophia comitissa)
- Fol. 29r: Zweizeilige D-Initiale mit Bildnis der Alhaidis von Thunau
- Fol. 31r: Achtzeilige E-Initiale mit Erzbischof Eberhard II. von Salzburg
- Fol. 31r: Siebenzeilige E-Initiale mit Bischof Rüdiger von Passau
- Fol. 31v: Siebenzeilige O-Initiale mit Herzog Otto II. von Bayern
- Fol. 32r: Neunzeilige H-Initiale mit Herzog Heinrich XIII. von Bayern
- Fol. 37r: Siebenzeilige D-Initiale mit Abt Bohuslaus von Zwettl (1248–1258)
- Fol. 42r: König Ottokar II. von Böhmen (Otakarus Rex Bohemie)
- Fol. 46v: Zehnzeilige M-Initiale mit Königin Margarete von Babenberg
- Fol. 73v: Dreiundzwanzigzeilige L-Initiale mit den Porträts von vier Zwettler Äbten: Bohuslaus, Ebro, Konrad, Otto I.